# Mary Louise Cooper

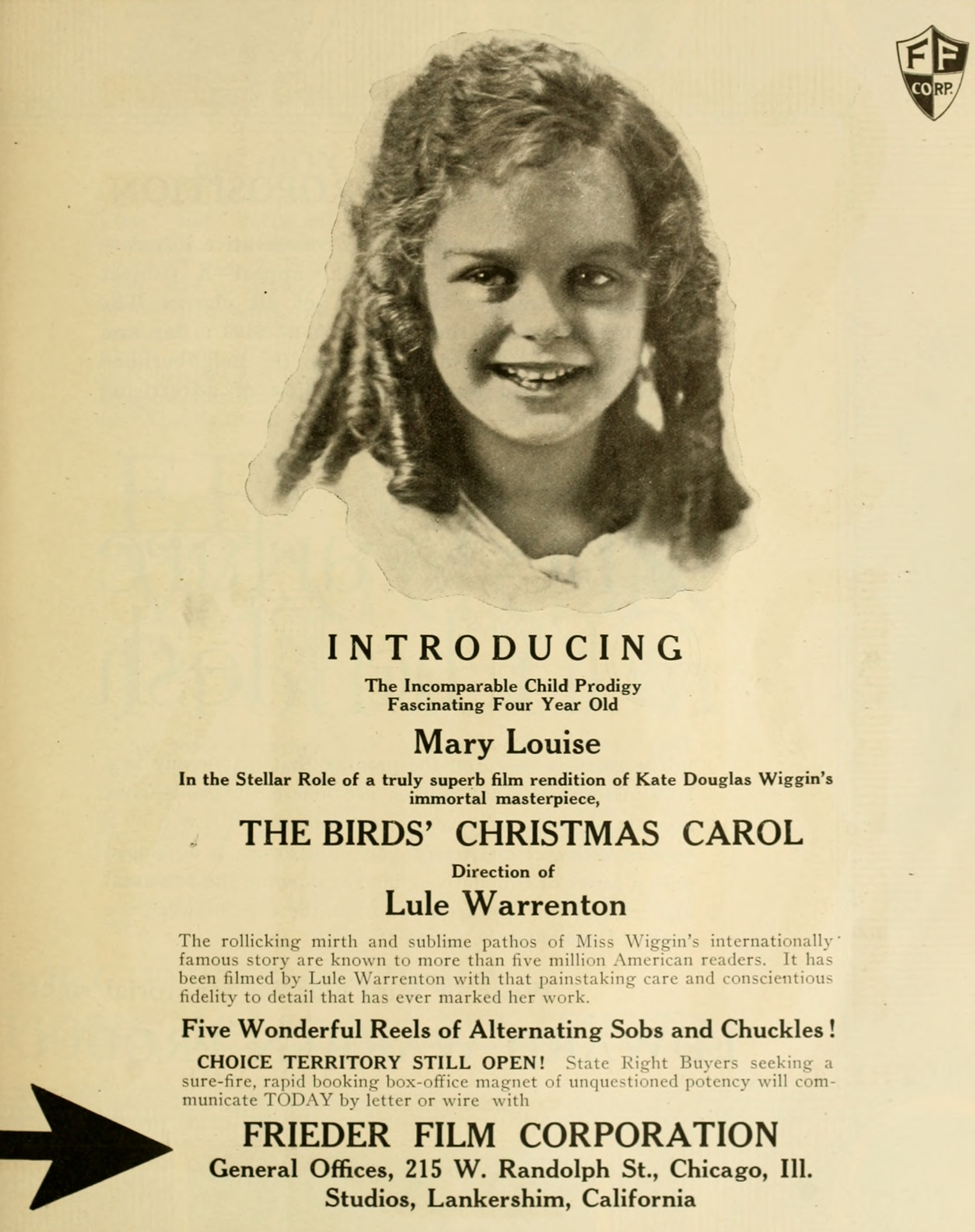
Mary Louise in einer Werbeanzeige für A Bit o’ Heaven

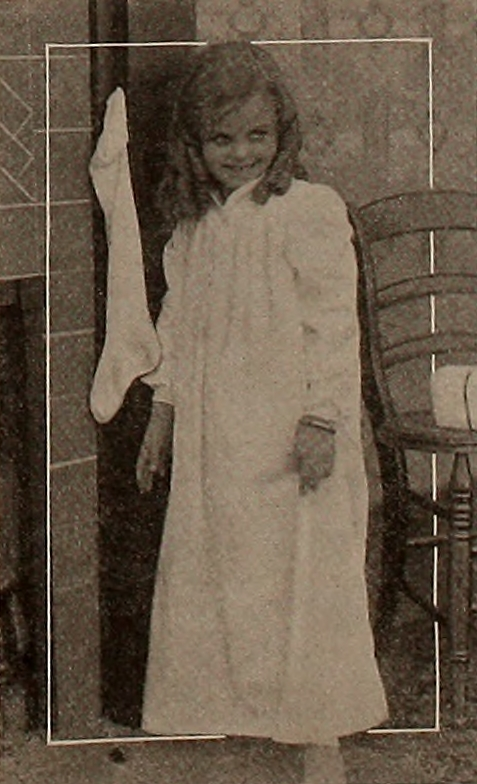
Mary Louise als Carol in A Bit o’ Heaven, 1917

Mary Louise Cooper oder nur Mary Louise (geboren um 1912, wahrscheinlich in Chicago, Illinois; gestorben im 20. oder 21. Jahrhundert) war eine US-amerikanische Kinderdarstellerin in mehreren verschollenen Stummfilmen der Regisseurin und Produzentin Lule Warrenton. Mary Louise war im Jahr 1917 die Hauptdarstellerin in dem Weihnachtsfilm A Bit o’ Heaven. Weitere Rollen hatte sie noch im selben Jahr in Warrentons Filmen The Littlest Fugitive, Hop o’ My Thumb und Star Dust, doch die Fertigstellung und das Erscheinen dieser Filme ist ungesichert.
Über Mary Louise Coopers weiteres Leben ist nichts bekannt.

## Filmografie
- 1917: A Bit o’ Heaven
- 1917: The Littlest Fugitive (Erscheinen unsicher)
- 1917: Hop o’ My Thumb (Erscheinen unsicher)
- 1917: Star Dust (Erscheinen unsicher)